# Youngstown (Alberta)
Pour les articles homonymes, voir Youngstown.
Youngstown est un village (village) de l'Aire spéciale No 3, situé dans la province canadienne d'Alberta.

## Démographie
En tant que localité désignée dans le recensement de 2011, Youngstown a une population de 178 habitants dans 82 de ses 101 logements, soit une variation de 4.7% avec la population de 2006. Avec une superficie de 1,001 6 km2, village possède une densité de population de 177,715 7 hab/km2 en 2011.
Concernant le recensement de 2006, Youngstown abritait 170 habitants dans 85 de ses 86 logements. Avec une superficie de 1,001 6 km2, village possédait une densité de population de 169,7 hab/km2 en 2006.
| 2001 | 2006 | 2011 | 2016 |
| ---- | ---- | ---- | ---- |
| 187  | 170  | 178  | 154  |